# 小行星2585
小行星2585（2585 Irpedina）是一颗围绕太阳公转的小行星。1979年7月21日，尼古拉·切爾尼赫在克里米亚发现了此天体。
該小行星以俄羅斯伊爾庫茨克教育學院（Irkutsk Pedagogical Institute）命名。
这颗小行星的绝对星等为247.1553689842997等。